# Castelo Branco (tỉnh)
Tỉnh Castelo Branco (tiếng Bồ Đào Nha phát âm: [kɐʃtɛlu βɾɐku], tiếng Bồ Đào Nha: Distrito de Castelo Branco) là một tỉnh nằm ở miền Trung Bồ Đào Nha, thủ phủ tỉnh là Castelo Branco, nay là thành phố đông dân nhất, mặc dù thành phố Covilhã từng là thành phố lớn nhất tỉnh.
Tỉnh có diện tích 6675 km ² (lớn thứ 4 ở Bồ Đào Nha), và dân số 208.069 người, giáp biên giới với vùng Extremadura của Tây Ban Nha.

## Các khu tự quản
Tỉnh gồm 11 khu tự quản:
- Belmonte
- Castelo Branco
- Covilhã
- Fundão
- Idanha-a-Nova
- Oleiros
- Penamacor
- Proença-a-Nova
- Sertã
- Vila de Rei
- Vila Velha de Ródão